# 喜劇中心
喜劇中心（英語：Comedy Central）是美國有線及衛星電視中的一個電視頻道，專播喜劇及幽默節目。開播於1991年4月1日，前身是開播於1989年11月15日的The Comedy Channel。
播映的節目當中，有一些是轉播，但有不少也是相當出名的原創節目，包括《南方公園》、《乔恩·斯图尔特每日秀》及《科拜爾報告》等。

## 國際
母公司在歐洲不同國家也設立了喜劇中心頻道，包括德國、意大利、荷蘭、波蘭、匈牙利、瑞典、愛爾蘭及英國；在紐西蘭亦有此頻道。台灣與香港地區翻譯為爆笑頻道。

## 外部連結
- 官方网站（英文）
- 爆笑頻道官方網站（中文）